# Highlights: The Very Best of Yes
A Highlights: The Very Best of Yes egy 1993-as válogatáslemez a Yestől.

## Számok
1. Survival – (Jon Anderson) 6:18
2. Time and a Word – (Jon Anderson/David Foster) 4:31
3. Starship Trooper 9:26
  - a. Life Seeker – (Jon Anderson)
  - b. Disillusion – (Chris Squire)
  - c. Würm – (Steve Howe)
4. I've Seen All Good People 6:53
  - a. Your Move – (Jon Anderson)
  - b. All Good People – (Chris Squire)
5. Roundabout – (Jon Anderson/Steve Howe) 8:31
6. Long Distance Runaround – (Jon Anderson) 3:33
7. Soon (kislemez-kiadás) – (Jon Anderson) 4:06
8. Wonderous Stories – (Jon Anderson) 3:45
9. Going For The One – (Jon Anderson) 5:32
10. Owner Of A Lonely Heart – (Trevor Rabin/Jon Anderson/Chris Squire/Trevor Horn) 4:27
11. Leave It – (Chris Squire/Trevor Rabin/Trevor Horn) 4:10
12. Rhythm Of Love – 4:47

## Közreműködő zenészek
A zárójelben lévő számok azt jelzik, hogy a zenészek mely számokon szerepelnek.
1. Jon Anderson – ének
2. Chris Squire – basszusgitár, ének
3. Patrick Moraz – billentyűs hangszerek (8)
4. Tony Kaye – billentyűs hangszerek (1-4, 11-13)
5. Rick Wakeman – billentyűs hangszerek (5-7, 9-10)
6. Alan White – dob (8-13)
7. Bill Bruford – dob (1-7)
8. Peter Banks – gitár (1-2)
9. Trevor Rabin – gitár, ének (10-13)
10. Steve Howe – gitár (3-9)